# Jacqueline Meirelles
Jacqueline Ribeiro Meirelles (Cuiabá, 15 aprile 1963) è una modella, conduttrice televisiva e filantropa brasiliana, eletta Miss Brasile 1987.

## Biografia
È stata la prima rappresentante di Brasilia a vincere il concorso, dall'inaugurazione della città il 21 aprile 1960. In seguito la Meirelles ha lavorato come disegnatrice di gioielli ed è diventata nota anche per la sua filantropia.
Dopo l'incoronazione, Jacqueline Meirelles fu invitata a prendere parte al cast fisso del programma comico A Praça é Nossa, condotto e creato da Carlos Alberto de Nóbrega. Contemporaneamente la modella prese parte a Miss Universo 1987 in rappresentanza del proprio paese, dove pur non riuscendo a classificarsi ottenne il titolo di Best National Costume.
Ad ottobre 1988, Jacqueline Meirelles è stata la seconda Miss Brasile a posare nuda per l'edizione locale di Playboy, dopo Vera Fischer, Miss Brasile 1969. Inoltre nel periodo di regno è stata testimonial di numerose aziende come IBM, Avon, Banco do Brasil, Rexona e Palmolive.
Nel 1989, alla fine del regno di Miss Brasile, la Meirelles ha condotto la trasmissione di cinema Cinema em Casa su SBT e Mulher 90  su Rede Manchete, al fianco di Astrid Fontenelle. Nel 1995 ha condotto Vivendo com Classe.